# Słowienkowo
Słowienkowo (do 1945 niem. Wolfshagen) – wieś sołecka w Polsce położona w województwie zachodniopomorskim, w powiecie koszalińskim, w gminie Będzino.
W miejscowości znajduje się przystanek kolejowy Słowienkowo.